# Cecil Roth
Cecil Roth (* 5. März 1899 in London; † 21. Juni 1970 in Jerusalem) war ein britischer Historiker und Kunstkenner. Er wurde 1924 in Oxford promoviert und war von 1939 bis 1964 Professor der Wissenschaft des Judentums an der Universität Oxford. Er war von 1965 bis zu seinem Tod leitender Herausgeber der Encyclopaedia Judaica.

## Leben
Ausgebildet als Allgemein-Historiker mit dem Schwerpunkt italienische Geschichte, begann Cecil Roth, sich auf Jüdische Geschichte zu konzentrieren, zunächst als Journalist und Lektor, später auch als Professor an der Universität Oxford.
Sein Werk dürfte mehr als 600 Bücher und Aufsätze umfassen, die in viele Sprachen übersetzt wurden, darunter bedeutende Sachbücher über die Geschichte der Juden in England, die Geschichte der Marranen, die Juden in der Renaissance, die Geschichte der Jüdischen Kunst und ein zweibändiges biografisches Werk über Dona Gracia Nasi und Joseph Nasi, Duke of Naxos.
Nach seiner Emeritierung in Oxford siedelte er nach Jerusalem über und war Gastprofessor an der Columbia University, am Queens College der City University of New York, am Stern College for Women der Yeshiva University (alle New York City) und an der Bar-Ilan-Universität (Ramat Gan, Israel).
Cecil Roths Grab befindet sich auf dem Friedhof Sanhedria  in Jerusalem.

## Nachlass
Sein Nachlass, der rund 350 Manuskripte, über 800 Bücher vom 16. Jahrhundert bis 1850 sowie eine Sammlung von neueren Standardwerken über die Juden in Europa und Nordamerika umfasst, wird in der Universität Leeds aufbewahrt.

## Veröffentlichungen (Auswahl)
- The Jews of Malta. London 1931.
- A History of the Marranos, 3 Bände. Philadelphia 1932 (4. Auflage: New York 1974).
- A short History of the Jewish people. Macmillan, London 1936 (deutsch als: Geschichte der Juden von den Anfängen bis zum neuen Staate Israel, Niggli, Teufen 1954, weitere deutschsprachige Ausgaben 1959 und 1964).
- The Spanish Inquisition. London 1937 (weitere Auflagen: Norton, New York 1964, zuletzt 2004).
- History of the Jews in England. 1941.
- The House of Nasi, 2 Bände:
  - Bd. 1: The House of Nasi. Dona Gracia. New York 1947 (Neuauflagen 1969 und 1992).
  - Bd. 2: The House of Nasi. The Duke of Naxos. New York 1948.
- The Haggadah, a new edition. Soncino Press, London 1959.
- The Jews in the Renaissance. Philadelphia 1959.
- Der Anteil der Juden an der politischen Geschichte des Abendlandes. Niedersächsische Landeszentrale für Politische Bildung, Hannover 1965.
- Jewish Art. An Illustrated History, Tel Aviv 1961, 2. Auflage (überarbeitet v. Bezalel Narkiss) London 1971 (deutsch als Die Kunst der Juden, 2 Bände. Ner-Tamid-Verlag, Frankfurt am Main 1963–1964).
- Max Wurmbrand, in Zusammenarbeit mit Cecil Roth: Das Volk der Juden. 4000 Jahre Kampf ums Überleben. Eine Universalgeschichte. Melzer, Dreieich 1980 (Neuausgaben 1989, 1999).

Herausgeberschaft:
- Encyclopaedia Judaica. Keter, Jerusalem / Macmillan, New York 1971–1972.
- mit Joseph F. Roth und Israel Finestein: Opportunities That Pass. An Historical Miscellany. Vallentine Mitchell, London 2005.

## Quelle
- John F. Oppenheimer (Red.) u. a.: Lexikon des Judentums. 2. Auflage. Bertelsmann Lexikon Verlag, Gütersloh u. a. 1971, ISBN 3-570-05964-2, Sp. 676.

| Personendaten    | Personendaten                         |
| ---------------- | ------------------------------------- |
| NAME             | Roth, Cecil                           |
| ALTERNATIVNAMEN  | Rot, Bezaleel Sesil                   |
| KURZBESCHREIBUNG | britischer Historiker und Kunstkenner |
| GEBURTSDATUM     | 5. März 1899                          |
| GEBURTSORT       | London                                |
| STERBEDATUM      | 21. Juni 1970                         |
| STERBEORT        | Jerusalem                             |